# Kastilischer Angriff auf Gravesend
Der kastilische Angriff auf Gravesend geschah 1380, als 20 Kriegsschiffe aus Sevilla, die vorher schon englische Hafenstädte im Süden zerstört hatten, von Harfleur in Frankreich aus unter dem Befehl von Fernando Sánchez de Tovar die Hafenstädte entlang der Themse bis kurz vor London angriffen.

## Vorgeschichte
Nach dem Sieg über die Engländer in der Seeschlacht von La Rochelle waren die Kastilier, mit Unterstützung Frankreichs, fest entschlossen, den Ärmelkanal unter ihre Kontrolle zu bringen und die Macht Englands auf See endgültig zu brechen. Sie griffen die Hafenstädte und Küstensiedlungen im Süden Englands an, wobei klar war, dass sie ihr Ziel nur erreichen würden, wenn sie auch Gravesend, die wichtigste Hafenstadt Englands, zerstören würden.

## Ablauf
Fernando Sánchez de Tovar, der den mittlerweile verstorbenen Ambrosio Boccanegra als Oberbefehlshaber der kastilischen Kriegsmarine ersetzt hatte, sammelte eine Flotte von 20 kampferprobten Kriegsschiffen in Sevilla. Sie bereiteten in der französischen Hafenstadt Harfleur unter dem Schutz Frankreichs den Angriff vor und fuhren von dort den Ärmelkanal hinauf in Richtung Themse.
Nachdem sie die Festung von Winchelsea niedergebrannt hatten, die ein Hindernis bei diesem Feldzug war, fuhren die Galeeren von Tovar im August an der Spitze des Nordvorlandes in Richtung Königskanal. Sie rückten auf der Themse ohne Widerstand vor, zerstörten auf dem Weg die dortigen Hafenstädte und landeten schließlich am Südufer der Themse in Gravesend, das zu dieser Zeit weniger als 20 Kilometer von der Hauptstadt London entfernt war.
Im darauffolgenden Angriff wurde Gravesend ohne großen Widerstand eingenommen und, wie auch die umliegenden Siedlungen, geplündert und zerstört. Tovars Flotte machte sehr reiche Beute. Zusätzlich verursachte er mit dem Angriff, wie erhofft, Panik auf der Insel, da die Zerstörungen nahe London von der dortigen Bevölkerung deutlich zu sehen waren. So entstand im ganzen Land der Eindruck, England sei nun genauso bedroht wie zur Zeit der Wikinger im 9. Jahrhundert.

## Folgen
Der Sieg Kastiliens brach bis auf Weiteres die Vormachtstellung Englands als Seemacht und zementierte die Dominanz Kastiliens im Ärmelkanal und im Atlantik, was für Frankreich in diesem Teil des Hundertjährigen Krieges kriegsentscheidend war. Kastilien konnte sich in dieser neuen Lage des profitablen Handels mit Flandern bemächtigen.

## Bibliografie
- Del Rey Vicente, Miguel; Canales Torres, Carlos (2012). En tierra extraña: expediciones militares españolas. Madrid: Editorial Edaf. ISBN 978-84-414-3206-2.(spanisch)
- Díaz González, Francisco Javier; Calderón Ortega, José Manuel (2001). «Los almirantes del "Siglo de Oro" de la marina castellana medieval». En la España medieval (Servicio de Publicaciones de la Universidad Complutense de Madrid) (24): S. 311–364. ISSN 0214-3038. (spanisch)